# Santos (football)
Pour les articles homonymes, voir Santos (homonymie) et dos Santos.
Aderbar Melo dos Santos Neto, simplement dit Santos, né le 17 mars 1990 à Campina Grande, est un footballeur brésilien qui évolue au poste de gardien de but au Athletico Paranaense, en prêt du Fortaleza.

## Biographie

### Carrière en club
Santos fait ses débuts professionnels le 17 novembre 2012, débutant le match dans les cages contre chez le Criciúma EC, une rencontre de Série B se terminant sur un score vierge et nul.
En décembre 2018, il disputes les deux finales de Copa Sudamericana contre l'équipe colombienne de l'Atlético Junior. Son équipe l'emporte après une séance de tirs au but.

### Carrière en sélection
Le 17 juin 2021, Santos est sélectionné en équipe du Brésil pour les Jeux olympiques d'été de 2020. Lors du tournoi olympique organisé au Japon, il officie comme gardien titulaire et joue six matchs. Le Brésil est sacré champion olympique en battant l'Allemagne en finale, après prolongation.

## Palmarès

### En club
Atlético Paranaense
| - Championnat du Brésil : - Vice-champion : 2016. - Coupe du Brésil (1) : - Vainqueur : 2019. - Supercoupe du Brésil : - Finaliste : 2020. |  | - Championnat Paranaense (4) - Champion : 2016, 2018, 2019 et 2020. - Vice-champion : 2010, 2011, 2012, 2013 et 2017. - Copa Sudamericana (1) : - Vainqueur : 2018. - Recopa Sudamericana : - Finaliste : 2019. |  | - Coupe Levain (1) - Vainqueur : 2019. |

### En sélection
Brésil olympique
- Jeux olympiques (1) :
  -  Or : 2020.